# General Carrera (tỉnh)
Tỉnh General Carrera là một tỉnh ở vùng Aisén, Chile. Thủ phủ là thị xã Chile Chico.  Tỉnh General Carrera giáp: tỉnh Coihaique, tỉnh Capitán Prat và Argentina và tỉnh Aisén. Diện tích tỉnh này là 12.406,5 ki-lô-mét vuông, dân số theo điều tra năm 2002 là 6921 người. Về mặt hành chính, tỉnh này được chia ra thành 2 đô thị.